# Stazione di Sellia Marina
La stazione di Sellia Marina è una stazione ferroviaria ora non più utilizzata posta sulla ferrovia Jonica. Serviva il centro abitato di Sellia Marina.